# Brodar (priimek)
Brodar je priimek v Sloveniji, ki ga je po podatkih Statističnega urada Republike Slovenije na dan 1. januarja 2010 uporabljalo 183 oseb in je med vsemi priimki po pogostosti uporabe uvrščen na 2.372. mesto.

## Znani slovenski nosilci priimka
- Janez (Ivan) Brodar (1885—1969), politik
- Janja Brodar, arhitektka
- Mate Brodar ("Bro"), glasbenik, kitarist
- Mitja (Demetrij) Brodar (1921—2012), paleontolog, arheolog
- Nejc Brodar (*1982), smučarski tekač
- Srečko Brodar (1893—1987), naravoslovec, paleontolog, arheolog, univerzitetni profesor, akademik
- Urška Brodar (*1983), dramaturginja, dramatičarka, performerka, prevajalka
- Vida Brodar (1925—2014), biologinja, antropologinja